# Nussbraten

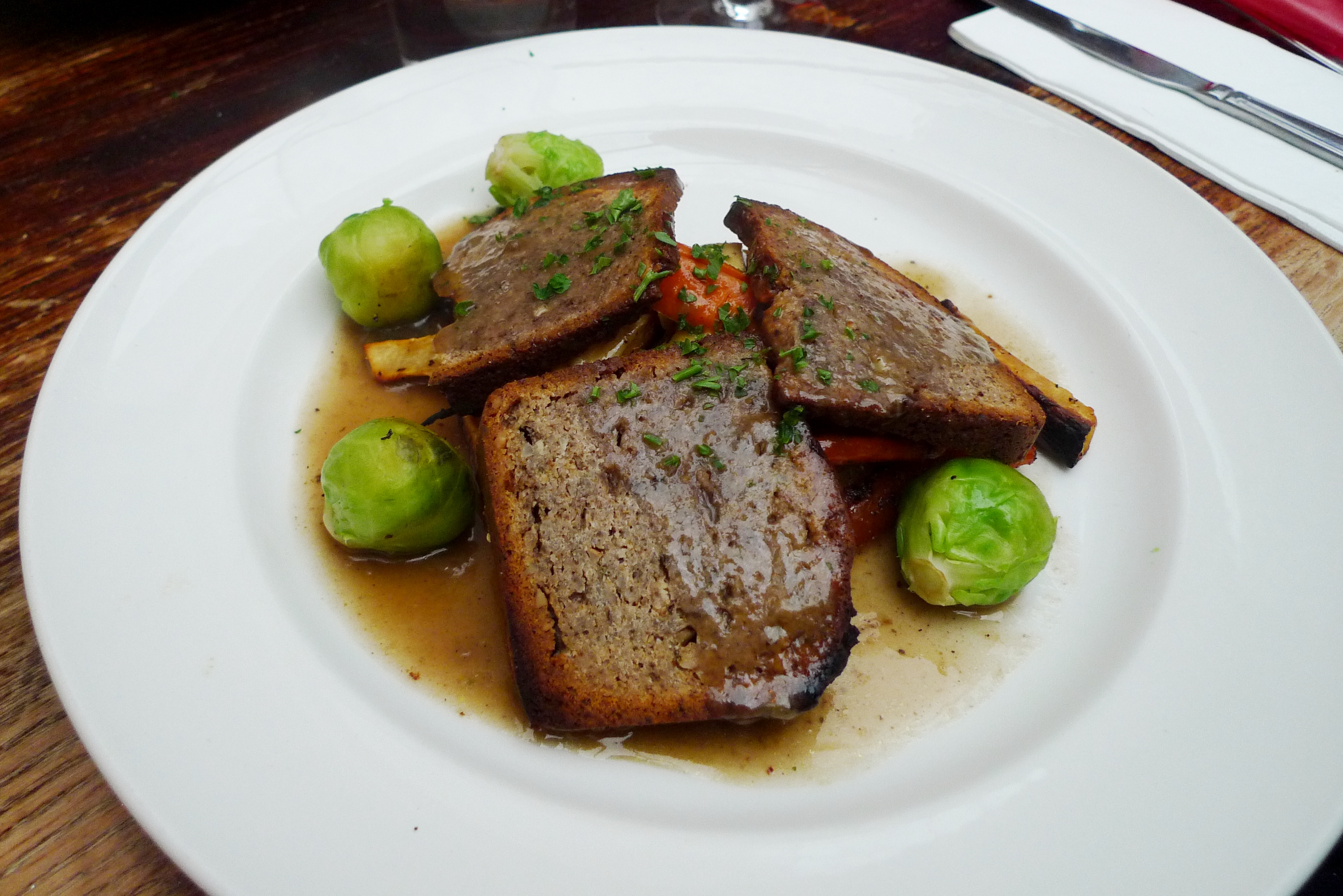
Nussbraten mit Rosenkohl

Ein Nussbraten ist ein gehaltvolles Gericht, für das Nüsse und andere Zutaten zu einem Braten geformt und gegart werden.
Basis für den Nussbraten sind Nüsse und eine Stärkequelle. Nahezu jede Nussart ist geeignet. Auch Hülsenfrüchte wie Linsen können zugemischt werden. Die Nüsse können ganz gelassen, zerkleinert oder gemahlen werden. Auch die Stärkequelle kann sehr vielfältig sein: Paniermehl, altbackenes Brot, Mehl oder Schrot aus Buchweizen, Hafer, Gerste, Roggen oder Hirse. Die Stärke wird mit Gemüsebrühe, Öl oder Butter gebunden, bei einigen Rezepten auch mit Ei. Die Gewürze hängen stark vom Rezept ab. Für eine andere Textur und mehr Geschmacksvariationen können Tomaten, Käse, gebratene Pilze, Zwiebeln, Knoblauch und Trüffelraspeln in den Teig gemischt werden. Der Teig wird dann im Backofen gegart, bis er fest ist und sich eine Kruste geformt hat. Der fertige Braten wird mit Gemüsebeilagen und Sauce serviert.